# Anna Järphammar
Anna Ulrika Järphammar (nacida el 13 de enero de 1968) es una modelo, actriz y presentadora de televisión sueca. Inicialmente se hizo famosa cuando modeló para el gigante de muebles y productos para el hogar IKEA a mediados de la década de 1990 (con las nalgas expuestas).
Después de presentar programas de juegos y otros programas de entretenimiento en TV3, interpretó al personaje principal, Mikaela Malm, en la telenovela Vita lögner. En 2005, se convirtió en presentadora de TV3 con su programa de noticias cortas "Update" (hasta 2007).